# Мотоки, Юкио
Юкио Мотоки (яп. 元木由記雄, родился 27 августа 1971 в Хигасиосаке) — японский регбист, игравший за свою карьеру на позиции центрального. Один из лидеров сборной Японии по количеству сыгранных матчей (79), участник четырёх чемпионатов мира.

## Биография
Занимался регби с раннего детства, получив приглашение в команду школы Аида. Наставниками расценивался как перспективный игрок, который мог стать основой японской сборной. Выступал за команды Осакского технологического колледжа и университета Мэйдзи, в команде Мэйдзи в течение четырёх лет был капитаном. После окончания университета выступал за «Кобе Стил», будучи ведущим игроком на протяжении долгих лет.
В возрасте 19 лет дебютировал в команде Японии в поединке против США, в 1996 году сыграл против британского звёздного клуба «Барбарианс». За сборную провёл 79 игр и набрал 45 очков. Сыграл на четырёх чемпионатах мира, но при этом не набрал там ни единого очка. 5 марта 2010 объявил о завершении профессиональной карьеры, в 2013 году стал тренером регбийной команды Киотского университета.